# Amphibromus
Amphibromus is een geslacht uit de grassenfamilie (Poaceae). De soorten van dit geslacht komen voor in Australië, Nieuw-Zeeland en Zuid-Amerika.

## Soorten
Van het geslacht zijn de volgende tien soorten bekend:
- Amphibromus archeri
- Amphibromus fluitans
- Amphibromus macrorhinus
- Amphibromus neesii
- Amphibromus nervosus
- Amphibromus pithogastrus
- Amphibromus quadridentulus
- Amphibromus recurvatus
- Amphibromus scabrivalvis
- Amphibromus sinuatus
- Amphibromus vickeryae
- Amphibromus whitei